# Urraca (pera)
Urraca, es el nombre de una variedad cultivar de pera europea Pyrus communis. Esta pera está cultivada en la colección de la Estación Experimental Aula Dei (Zaragoza). Esta pera también está cultivada en diversos viveros entre ellos algunos dedicados a conservación de árboles frutales en peligro de desaparición. Esta pera variedad muy antigua es originaria de España, en Padrón (provincia de La Coruña), y tuvo su mejor época de cultivo comercial antes de la década de 1960, y actualmente en menor medida aún se encuentra.

## Historia
En España 'Urraca' está considerada incluida en las variedades locales autóctonas muy antiguas, cuyo cultivo se centraba en comarcas muy definidas. Se caracterizaban por su buena adaptación a sus ecosistemas y podrían tener interés genético en virtud de su adaptación. Se encontraban diseminadas por todas las regiones fruteras españolas, aunque eran especialmente frecuentes en la España húmeda. Estas se podían clasificar en dos subgrupos: de mesa y de cocina (aunque algunas tenían aptitud mixta).
'Urraca' es una variedad clasificada como de mesa, se utiliza también en la elaboración de perada, difundido su cultivo en el pasado por los viveros comerciales y cuyo cultivo en la actualidad se ha reducido a huertos familiares y jardines privados.

## Características
El peral de la variedad 'Urraca' tiene un vigor Medio; florece a finales de abril; tubo del cáliz en embudo con conducto largo o medio, estrechísimo.
La variedad de pera 'Urraca' tiene un fruto de tamaño pequeño; forma turbinada o turbinada breve, apuntada hacia el pedúnculo, a veces sin llegar a formar cuello, simétrica o asimétrica, con un contorno irregular; piel lisa, brillante, semi-ruda y mate en zonas ruginosas; con color de fondo verde pasando a amarillo canario, con sobre color que cubre casi enteramente la epidermis de estrías y manchitas ruginosas-"russeting" de color bronceado, zonas ruginosas más compactas alrededor del ojo y base del pedúnculo, presentando un punteado también ruginoso, pequeño, muy abundante, "russeting" (pardeamiento áspero superficial que presentan algunas variedades) medio; pedúnculo de longitud media, fino, leñoso, poco engrosado en los extremos, curvo o ligeramente curvo, a veces retorcido,  implantado derecho o ligeramente oblicuo; anchura de la cavidad calicina irregular, muy superficial, ondulada; ojo grande, abierto. Sépalos triangulares extendidos o más corrientemente partidos.
Carne de color blanco crema, verdosa bajo la piel; textura mantecosa, jugosa; sabor aromático, alimonado, refrescante, muy bueno; corazón pequeño, fusiforme. Eje estrecho y largo, relleno o abierto sólo en la parte superior. Celdillas pequeñas, más de la mitad de los frutos con sólo cuatro carpelos. Semillas de tamaño medio, ocupando totalmente las celdillas, elípticas, aplastadas en la cara interna, con color castaño oscuro.
La pera 'Urraca' madura en la primera quincena de agosto (en E. E. Aula Dei de Zaragoza). Aguanta en buenas condiciones un mes de almacenamiento en un ambiente refrigerado. Se usa como pera de mesa fresca, y en la elaboración de perada.